# Mogaung
Cette page contient des caractères spéciaux ou non latins. S’ils s’affichent mal (▯, ?, etc.), consultez la page d’aide Unicode.
Mogaung (birman : မိုးကောင်း, mógáuɴ ; shan : Mong Kawng) est une petite ville du nord de la Birmanie située dans l'État de Kachin. Elle se trouve à l'Ouest de Myitkyina, sur la ligne de chemin de fer Mandalay-Myitkyina.

## Histoire
Dans la deuxième moitié du XIVe siècle, Mogaung était la capitale d'un principauté shan dirigée par un saopha (prince), qui participait aux raids contre les états de Birmanie centrale. En 1364, le saopha s'allia avec le royaume de Pinya (fondé en 1312) pour attaquer son rival le royaume de Sagaing (fondé en 1315). Après avoir pillé Sagaing, Mogaung se retourna contre Pinya, qu'il abattit la même année.
Au début du XVe siècle, sous Thonganbwa, Mogaung était devenu un vaste état pillard entre le Yunnan sous domination Ming et le royaume d'Ava (fondé en 1364), d'où il lançait des raids contre les deux régions. Capturé par les birmans en 1443, Thonganbwa devint l'enjeu d'une lutte pour l'établissement de la souveraineté sur le nord de la Birmanie. En 1445, il se suicida alors qu'il allait finalement être remis aux chinois.